# Oligoryzomys nigripes
Oligoryzomys nigripes é uma espécie de roedor da família Cricetidae. Pode ser encontrada na Argentina, Paraguai, Brasil e Uruguai.
O. delticola e O. eliurus tratadas como espécies distintas foram consideradas sinônimos de O. nigripes em 2005, com base na falta de diferenciação morfológica, cariotípica e morfométrica.